# Presa de Sobradinho
La presa de Sobradinho es una gran presa hidroeléctrica construido en el río São Francisco en Sobradinho, en el estado de Bahia en Brasil. Acabado en 1982, la presa genera energía utilizando seis turbinas de 175 MW cada una, sumando una capacidad instalada de 1050 MW. Esta presa forma el embalse de Sobradinho.